# Forstera sedifolia
Forstera sedifolia là một loài thực vật có hoa trong họ Stylidiaceae. Loài này được G.Forst. mô tả khoa học đầu tiên năm 1780.